# Symphonique (album de Serge Lama)
Albums de Serge Lama
Lama l'ami Feuille à feuille
Symphonique est un album live de Serge Lama enregistré à l'Olympia de Paris en 1998.

## Histoire
L'album Symphonique, réalisé par Carolin Petit, est enregistré à l'Olympia de Paris les 6 et novembre 1998. Serge Lama est accompagné par l'Orchestre Philharmonie d'Ile-de-France dirigé par Michel Guillaume.
Il existe plusieurs versions de cet album. Une autre a été enregistrée les 15 et 16 janvier 1997 au Capitole à Québec. Serge Lama est alors accompagné par l'Orchestre Symphonique de Québec sous la direction de Gilles Ouellet.

## Liste des titres
| 1.  | Chez moi                 |                   | Alice Dona   |  |
| 2.  | L'Algérie                |                   | Alice Dona   |  |
| 3.  | Donnez-moi une musique   |                   |              |  |
| 4.  | Femme, femme, femme      |                   | Alice Dona   |  |
| 5.  | Titanic                  |                   | Yvan Cassar  |  |
| 6.  | L'Enfant au piano        |                   | Yves Gilbert |  |
| 7.  | Je t'aime                |                   |              |  |
| 8.  | Le Sermon                |                   |              |  |
| 9.  | Oh, comme les saumons    |                   | Alice Dona   |  |
| 10. | Claudia                  |                   |              |  |
| 11. | D'aventures en aventures |                   | Yves Gilbert |  |
| 12. | Moyennant quoi           |                   | Alice Dona   |  |
| 13. | La Cathédrale            |                   |              |  |
| 14. | Quand j'irai vers l'or   |                   | Alice Dona   |  |
| 15. | Marie la polonaise       |                   | Yves Gilbert |  |
| 16. | Mallarmé (Brise Marine)  | Stéphane Mallarmé |              |  |
| 17. | L'Orgue de Barbara       |                   | Serge Lama   |  |